# 佐々木春作
佐々木 春作（ささき しゅんさく、1872年4月26日（明治5年3月19日） - 1942年8月13日）は、日本の医師、政治家。衆議院議員（1期）。

## 経歴
山形県出身。1889年、第二高等学校医学部、1893年、東京帝国大学卒。陸軍に入り、三等軍医から一等軍医に進み、日清戦争、日露戦争に参加、山形市会員、山形県会議員、同参事会員、山形市医師会長、山形県産婆試験委員、帝国在郷軍人会山形市連合分会長、専売局顧問医、鉄道嘱託医、佐々木病院院長となる。
1924年の第15回衆議院議員総選挙において山形1区から立憲政友会公認で立候補して当選、衆議院議員を1期務めた。1928年の第16回衆議院議員総選挙において山形1区から立候補したが落選した。1942年死去。